# Cap Peirce (Canada)
Ne doit pas être confondu avec Cap Peirce.
Le cap Peirce est un cap canadien, au nord-est de la Nouvelle-Écosse à quelques km de Glace Bay.